# 김이강
김이강(金利剛, 1971년 6월 15일~)은 대한민국의 정치인이다. 제25대 광주 서구청장(2022~, 민선 8기)이다.

## 학력
- 광주서석국민학교(졸업)
- 광주금남중학교(졸업)
- 살레시오고등학교(졸업)
- 한국외국어대학교 엠블럼 한국외국어대학교 상경대학(무역학 학사)
- 전남대학교 교표 전남대학교 경영대학원(경영학 석사)
- 광주대학교 UI 광주대학교 대학원(언론학 박사과정 수료)

## 경력
- 2012.03 ~ 2012.12: 민주통합당 정책위원회 부의장
- 2017.07 ~ 2018.02: 일자리위원회 대외협력관
- 2018.07 ~ 2020.05: 광주광역시청 정무특별보좌관
- 2020.05 ~ 2021.04: 광주광역시청 대변인
- 더불어민주당 전략기획위원회 부위원장
- 더불어민주당 중앙당 정책위원회 부의장
- 2022.07 ~ : 제25대 민선 8기 광주광역시 서구청장

## 역대 선거 결과
|  | 37.35% |

|  | 65.01% |